# Pod pokličkou

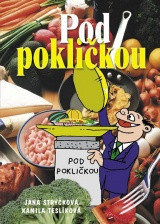
První kniha Pod pokličkou

Pod pokličkou byl pořad České televize zabývající se zdravým životním stylem a představoval jednotlivé potraviny v jejich kladech i záporech. Vysílal se od roku 1999 do roku 2012 a na televizních obrazovkách se objevoval každý týden ve stopáži 22 minut. Česká televize vysílá ve vybrané dny v nočních hodinách reprízy tohoto pořadu.
Neotřelými animovanými scénkami manželské dvojice Karla a Maruš, „pralidí“, stejně jako kvízy exaltované redaktorky „Zorky Horké“, kterou s chutí namlouvá moderátorka a dramaturgyně ostravského studia ČT Kamila Teslíková, se bavili diváci všech věkových skupin.
Animace postav vznikla na podkladě kreseb Petra Chytila. Režisérovi Vladimíru Mrázovi z QQ studia Ostrava se přitom podařilo díky vlastnímu know-how vytvořit platformu mluvících animovaných postaviček, které se každý týden speciálně upravovaly, aby „ilustrovaly“ humor herců Norberta Lichého a Jiřího Sedláčka, kteří dialogy svérázných manželů Karla a Maruš psali a také namluvili.
V pořadu Pod pokličkou se ovšem objevovali také lidé. Odborníci, kteří dokáží rozlišit jakýkoliv gastronomický i zdravotní problém. Seznamovali diváky se zdravými stravovacími návyky a doporučovali potraviny, které je vhodné zařazovat do jídelníčku nebo naopak, které jídlo by mohlo lidskému tělu uškodit. Mezi odborníky, kteří pořad spoluvytvářeli, patří např. MUDr. Alexandra Fiedlerová, lékařka celostní medicíny a odbornice na vše přírodní, RNDr. Petr Fořt, věčně nespokojený se stravovacími návyky českého národa, či MVDr. Martin Svoboda, zvěrolékař, který rozumí i lidskému organismu. V pořadu bylo možno potkávat kromě gastronomických odborníků také mnoho nejrůznějších osobností.